# محمد فيصل (لاعب كرة قدم مالديفي)
محمد فيصل مواليد 4 سبتمبر 1988 في المالديف، هو لاعب كرة قدم مالديفي يلعب مع نادي نيو راديانت كحارس مرمى. يلعب حاليا لصالح نادي فالنسيا.

## المسيرة الاحترافية

### أندية لعب لها
- نادي فيكتوري
- نادي نيو راديانت
- نادي فالنسيا

## وصلات خارجية
- محمد فيصل على موقع إي إس بي إن إف سي (الإنجليزية)
- محمد فيصل على موقع قاعدة بيانات كرة القدم.إي يو (الإنجليزية)
- محمد فيصل على موقع ناشيونال فوتبول تيمز (الإنجليزية)
- محمد فيصل على موقع Soccerway.com (الإنجليزية)
- محمد فيصل على موقع عالم كرة القدم.نت (الإنجليزية)
- محمد فيصل في Maldivesoccer.com